# Geoffrey Leech
Geoffrey Neil Leech FBA (16. ledna 1936 Gloucester – 19. srpna 2014 Lancaster) byl britský akademik a jazykovědec. Podílel se na tvorbě více než 30 knih a 120 odborných publikací. Během své akademické kariéry se soustředil zejména na gramatiku angličtiny, korpusovou lingvistiku, stylistiku, pragmatiku a sémantiku.

## Život a kariéra
Geoffrey Leech se narodil 16. ledna 1936 v Gloucesteru v Anglii. Středoškolské vzdělání získal na gymnáziu v Tewkesbury v hrabství Gloucestershire a svůj akademický diplom obdržel na University College London. V roce 1959 obdržel bakalářský titul a v roce 1968 se stal doktorem (PhD). Nejprve vyučoval na své alma mater, kde působili jako jeho starší kolegové významní jazykovědci Randolph Quirk a Michael Halliday. Díky programu Harkness Fellowship také v letech 1964–65 pracoval na Massachusettském technologickém institutu. V roce 1969 začal vyučovat na Lancaster University, kde byl v letech 1974–2001 profesorem anglistiky. V roce 2002 se stal emeritním profesorem ústavu anglického jazyka a lingvistiky při lancasterské univerzitě. Byl členem British Academy, od lancasterské univerzity získal čestné uznání a dále byl členem Academia Europaea a norské akademie věd. Je také držitelem čestného doktorátu na několika univerzitách, přičemž poslední z nich získal na Univerzitě Karlově (2012). Zemřel 19. srpna 2014 v Lancasteru v Anglii.

## Výzkumná a publikační činnost

### Gramatika anglického jazyka
Leech spolupracoval na třech týmových projektech, jejichž výsledkem jsou referenční příručky podrobně popisující anglickou mluvnici: A Grammar of Contemporary English (ve spolupráci s Randolphem Quirkem, Sidney Greenbaumem a Janem Svartvikem, vyd. 1972), A Comprehensive Grammar of the English Language (ve spolupráci s Randolphem Quirkem, Sidney Greenbaumem a Janem Svartvikem, vyd. 1985) a Longman Grammar of Spoken and Written English (LGSWE) (ve spolupráci s Douglasem Biberem, Stigem Johanssonem, Susan Conradovou a Edwardem Fineganem, vyd. 1999).

### Korpusová lingvistika
Geoffreyho Leeche inspiroval Randolph Quirk, který na University College of London pracoval na tvorbě korpusů. Leech se stal brzy po nástupu na lancasterskou univerzitu průkopníkem v rozvoji počítačového zpracování jazykových korpusů. V roce 1977 založil spolek ICAME (International Computer Archive of Modern and Medieval English), který je zřejmě nejstarším akademickým spolkem pro korpusovou lingvistiku. Podílel se na vzniku prvního elektronického korpusu britské angličtiny Lancaster-Oslo/Bergen Corpus (LOB), který byl představen v roce 1978. V devadesátých letech měl důležitou vedoucí úlohu při sestavování British National Corpus (BNC). Výzkumná skupina UCREL, kterou na lancasterské univerzitě zakládal, vyvinula mimo jiné programy na anotaci korpusů – zejména pro značkování a parsery. Leech také v osmdesátých letech vymyslel termín treebank, který označuje korpus syntakticky anotovaných struktur vytvořených procesem parsingu, a je s elektronickými jazykovými korpusy od počátků spojován, poněvadž korpus LOB samotný je treebankem. O korpusovou analýzu se opírá rovněž i výše zmíněná mluvnice LGSWE. Později se ve svých výzkumech v oblasti korpusové lingvistiky zaměřoval také na gramatické změny v současné angličtině (publikace Change in Contemporary English: A Grammatical Study).

### Stylistika
Leech se soustřeďoval zejména na stylistiku literárních textů. Mezi jeho nejznámější publikace v této oblasti patří A Linguistic Guide to English Poetry (1969) a Style in Fiction (1981; 2. vydání 2007), na níž spolupracoval s Michaelem Shortem. Kniha Style in Fiction dokonce získala ocenění „nejvlivnější kniha stylistiky od roku 1980“ v rámci PALA25 Silver Jubilee Prize.
Leech se ve svém přístupu ke stylu opírá mimo jiné o Mukařovského koncept aktualisace neboli ozvláštnění, který se soustředí na otevřenou manifestaci umělecké stránky díla. V anglické literatuře se aktualisace často překládá jako „foregrounding“ (v souladu s překladem výboru prací českých strukturalistů od Paula L. Garvina, který vyšel pod názvem A Prague School Reader on Esthetics, Literary Structure and Style.)
Podle Leeche je „foregrounding“ v poezii založen na odchylkách od lingvistických norem, které mohou být zajímavé určitou formou nečekané nevšednosti, nepravidelnosti, ale i neočekávané míry pravidelnosti (např. syntaktický paralelismus). Leech rozlišuje tři druhy, respektive stupně těchto odchýlení od běžného způsobu užívání jazyka (tzv. deviations): primární, sekundární a terciární „deviace“.

### Sémantika
Geoffrey Leech se sémantice věnoval zejména do roku 1980, kdy se do popředí jeho zájmů dostala pragmatika. Ve své doktorandské dizertaci na University College London se zabýval sémantikou angličtiny z pohledu místa, času a modality; později výsledky této vědecké práce vydal pod názvem Towards a Semantic Description of English (1969). Vytvořil také publikaci Semantics (1974, 1981), kde je zmíněno jeho 7 typů významu: konceptuální, kolokační, konotativní, sociální, emoční, evaluativní, reflektovaný.

### Pragmatika
V 70. a 80. letech se Leech zapojil do rozvoje této tehdy nově vznikající disciplíny lingvistiky, kterou zásadně ovlivnilo myšlení filozofů jazyka Johna Austina, Johna Searla a Paula Gricea. Leech přispěl svou knihou Principles of Pragmatics (1983), kde prosazuje model pragmatiky založený na Griceově kooperačním principu, který dle Gricea ztělesňují konverzační maximy kvality, kvantity, relevance a způsobu. Leech v této knize rozvedl teorii zdvořilostních maxim, které rozdělil následovně: maxima taktu, velkorysosti, souhlasu, skromnosti, shody a souladu. Leech je kritizován za to, že kvůli jeho rozšíření Griceova modelu bude teoreticky možné přidávat donekonečna nové a nové maximy (což je v rozporu s principem Occamovy břitvy). Jeho pojem „absolutní zdvořilost“ bývá také často kritizován, protože podle Leechova pojetí je tento typ zdvořilosti nezávislý na konkrétní situaci a kontextu, s čímž velká část odborníků na zdvořilost nesouhlasí. Leech se touto kritikou zaobírá ve svém článku Politeness: Is there an East-West divide? (2007), kde také představuje svůj revidovaný zdvořilostní model.

## Publikace
- Seznam děl v Souborném katalogu ČR, jejichž autorem nebo tématem je Geoffrey Leech

- English in Advertising (1966)
- A Linguistic Guide to English Poetry
- Meaning and the English Verb (1971)
- R. Quirk, S. Greenbaum, G. Leech and J. Svartvik: A Grammar of Contemporary English (1972)
- Semantics (1974) (2. edice vyšla pod názvem Semantics: the Study of Meaning (1981))
- G. Leech, J. Svartvik: A Communicative Grammar of English (1975)
- G. N. Leech, M. H. Short: Style in Fiction: A Linguistic Introduction to English Fictional Prose (1981)
- G. Leech, M. Deuchar, R. Hoogenraad: English Grammar for Today (1982)
- Principles of Pragmatics (1983)
- R. Quirk, S. Greenbaum, G. Leech, J. Svartvik: A Comprehensive Grammar of the English Language (1985)
- R. Garside, G. Leech, G. Sampson: The Computational Analysis of English: A Corpus-based Approach (1987)
- G. Leech, G. Myers, J. Thomas: Spoken English on Computer: Transcription, Mark-up and Application (1995)
- R. Garside, G. Leech, A. McEnery: Corpus Annotation: Linguistic Information from Computer Text Corpora (1997)
- D. Biber, S. Johansson, G. Leech, S. Conrad, E. Finegan: Longman Grammar of Spoken and Written English (1999)
- D. Biber, S. Conrad, G. Leech: Longman Student Grammar of Spoken and Written English (2002)
- J. Svartvik, G. Leech: English – One Tongue, Many Voices (2006)
- Language in Literature: Style and Foregrounding (2008)
- G. Leech, M. Hundt, C. Mair, N. Smith: Change in Contemporary English: A Grammatical Study (2009)
- The Pragmatics of Politeness (2014)